# Isla Hans

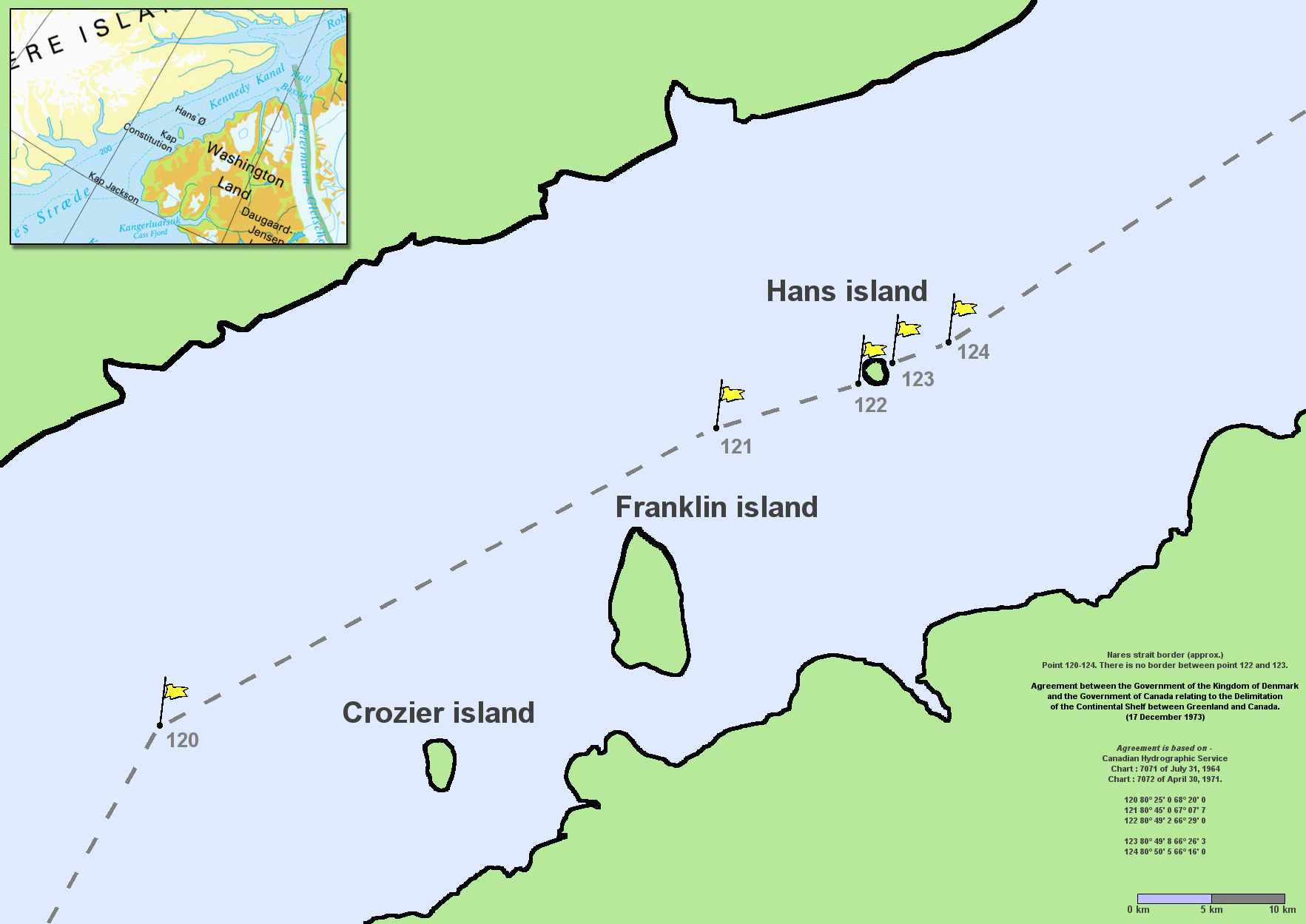
Límite marítimo entre Canadá y Groenlandia en la isla Hans.

La isla Hans (danés: Hans Ø, francés: Île Hans, groenlandés: Tartupaluk, inuktitut:ᑕᕐᑐᐸᓗᒃ, inglés: Hans Island) es una pequeña y deshabitada isla ubicada en el centro del canal Kennedy del estrecho de Nares y dividida entre Canadá y Dinamarca. Este estrecho separa la isla de Ellesmere en Canadá, del norte de Groenlandia, y conecta la bahía de Baffin con el mar de Lincoln. La isla Hans es la más pequeña de las tres islas del canal Kennedy, siendo las otras la isla Franklin y la isla Crozier. Fue un territorio en disputa hasta el 14 de junio de 2022 cuando se decidió que sería dividida cerca de la mitad entre Dinamarca y Canadá. La parte canadiense pertenece a la Región Qikiqtaaluk del territorio de Nunavut, la parte danesa al distrito de Qaanaaq del municipio groenlandés de Avannaata.
Previamente al 14 de junio de 2022, la isla estuvo en disputa entre ambos países como un intento por ellos de asegurarse el control del potencial paso del Noroeste y derechos de pesca, en caso de que este se llegue a abrir para la navegación. 
La isla Hans tiene una superficie de 1.56 km², con 1.3 km de largo por 1.2 km de ancho.

## Nombre
La isla fue nombrada por Hans Hendrik (a veces llamado Heindrich), cuyo nombre nativo fue Suersaq. Hendrik fue un inuk viajero y traductor ártico groenlandés que trabajó en las expediciones árticas estadounidenses y británicas de Elisha Kent Kane, Charles Francis Hall, Isaac Israel Hayes y George Strong Nares, entre 1853 y 1876.
La isla fue probablemente nombrada en algún momento entre 1871 y 1873 durante la tercera expedición al Polo Norte de Charles Francis Hall. La primera referencia escrita sobre la misma aparece en el libro de Charles Henry Davis Narrative of the North Polar expedition (1876), que es una narrativa de la tercera expedición de Hall. En la página 407 de ese libro aparece sin previa introducción un mapa que es la primera representación cartográfica de la isla Hans. Charles Henry Davis escribió:

The ship was tied to a large floe, and drifted slowly down the channel with the pack; about noon, she was quite near Hans Island and west of it. The latitude by observation was 80' 48' N; longitude 68' 38' W. The ship continued to drift, and at 7 p.m. was midway between Hans and Franklin Islands, which are ten miles distant from each other. Soundings were taken at a depth of 203 fathoms, with a bottom of black limestone.

Este escrito es acerca del viaje de retorno del barco Polaris hacia el sur por el canal Kennedy. El líder científico de la expedición, Emil Bessels, escribió en su libro Die amerikanische Nordpol-Expedition (1879) en la página 124 que el 29 de agosto de 1871, en el viaje hacia el norte a través del canal Kennedy, el barco navegó entre Grinnell-land (isla Ellesmere) y una pequeña isla desconocida que ellos denominaron posteriormente Hans por Hans Hendrik, el ayudante groenlandés.
Una mención previa de la isla Hans se encuentra en el libro Arctic Explorations: The Second Grinnell Expedition, 1853,’54,’55, by Elisha Kent Kane (1857), por lo que 1853 es frecuentemente citado como el año de descubrimiento y nombramiento de la isla Hans. Esta mención fue incluida en la carta del embajador danés en Canadá publicada en el Ottawa Citizen el 28 de julio de 2005:

We now neared the Litteton Island of Captain Inglefield where a piece of good fortune awaited us. We saw a number of ducks, both eiders and hareldas; and it occurred to me that by tracking their flight we should reach their breeding-grounds. There was no trouble in doing so, for they flew in a bee-line to a group of rocky islets, (...) A rugged little ledge, which I named Eider Island, was so thickly colonized that we could hardly walk without treading on a nest (...) Nearby was a low and isolated rock-ledge, which we called Hans Island. The glaucous gulls, those cormorants of the Arctic seas, had made it their peculiar homestead.

Sin embargo, la isla que Edward Augustus Inglefield llamó Littleton (en groenlandés Pikiuleq) se encuentra aproximadamente a 1 km de la costa este de Groenlandia en el seno Smith. Esto es, cerca de 300 km al sur de la hoy llamada isla Hans.

## Historia
Los inuits vivieron en el norte de Groenlandia y Canadá y han cruzado por el área por siglos, pero hasta principios del siglo XIX la región permanecía completamente inexplorada por los europeos. Desde 1850 a 1880 el área en que se halla la isla Hans fue explorada por expediciones estadounidenses y británicas en busca de la pérdida expedición de John Franklin, de encontrar el paso del Noroeste y de alcanzar el Polo Norte.
La expedición danesa «Celebration Expedition» de 1920 a 1923 cartografió toda la región de la costa norte de Groenlandia desde el cabo York hasta el fiordo Danés.
En 1933 la Corte Permanente de Justicia Internacional declaró el estatus legal de Groenlandia en favor de Dinamarca. Este país reclamó que por evidencias geológicas la isla Hans era parte de Groenlandia, y por lo tanto, pertenecía a Dinamarca por extensión del fallo de la corte.
Desde la década de 1960 numerosas investigaciones han sido emprendidas en la región del estrecho de Nares, incluyendo investigaciones sísmicas, de flujo de hielo, cartográficas, arqueológicas y económicas. La empresa basada en Canadá Dome Petroleum Ltd. realizó investigaciones en y en torno a la isla Hans desde 1980 a 1983, para investigar el movimiento de las masas de hielo.

## Disputa por su soberanía

### Tratado de límites de 1972-1973
En 1972 un equipo del Canadian Hydrographic Service y personal danés que trabajaba en el estrecho de Nares determinó las coordenadas geográficas de la isla Hans. Durante las negociaciones entre Canadá y Dinamarca sobre la línea limítrofe norte en 1973, Canadá reclamó que la isla Hans era parte de su territorio. Ningún acuerdo fue alcanzado entre los dos gobiernos por el asunto.
El límite fue establecido en un tratado acerca de la plataforma continental entre Groenlandia y Canadá, depositado ante las Naciones Unidas el 17 de diciembre de 1973, y puesto en vigor el 13 de marzo de 1974. 

The Government of the Kingdom of Denmark and the Government of Canada, Having decided to establish in the area between Greenland and the Canadian Arctic Islands a dividing line beyond which neither Party exercising its rights under the Convention on the Continental Shelf of April/29/1958 will extend its sovereign rights for the purpose of exploration and exploitation of the natural resources of the continental shelf...

El tratado listó 127 puntos de latitud y longitud desde el estrecho de Davis hasta el final del canal Robeson, en donde el estrecho de Nares corre hacia el mar de Lincoln, dibujando líneas geodésicas entre los puntos que forman el límite. El tratado no dibujó una línea entre el punto 122 (80° 49′ 2 - 66° 29′ 0) y el punto 123 (80° 49′ 8 - 66° 26′ 3), separados por una distancia de 875 m, situándose en su centro la isla Hans.

### De 1984 a 2004
En 1984 Kenn Harper, un historiador de Iqaluit en Nunavut, escribió un artículo acerca de la isla Hans que fue publicado en el periódico local Hainang, en Qaanaaq (Thule) en el noroeste de Groenlandia. Ese artículo fue recogido por un diario danés en Copenhague, y por CBC Radio en Canadá, lo que dio a la isla Hans su primera publicidad mediática. El artículo mencionaba que su autor había encontrado casualmente en el otoño de 1983 cerca de Resolute, en el ártico canadiense, un científico de Dome Petroleum que tenía un sombrero con la inscripción «HANS ISLAND, N.W.T.» (isla Hans, Territorios del Noroeste), y que había trabajado el verano inmediato anterior en la isla realizando investigaciones.
Simultáneamente los gobiernos danés y canadiense estaban en un proceso de firmar un acuerdo de cooperación en relación con el medio ambiente marino en el estrecho de Nares. El acuerdo fue firmado y puesto en vigor el 26 de agosto de 1983 y luego extendido en 1991.

The Agreement aims at developing further bilateral cooperation in respect of the protection of the marine environment of the waters lying between Canada and Greenland and of its living resources, particularly with respect to preparedness measures as a contingency against pollution incidents resulting from offshore hydrocarbon exploration or exploitation (Annex A) and from shipping activities (Annex B) that may affect the marine environment of these waters.

Uno de los ítems también discutidos fue la posibilidad de establecer un acuerdo recíproco para conducir investigaciones dentro y alrededor de la isla Hans, pero nunca se firmó. Sin embargo, el ministro canadiense de Asuntos Indígenas y Desarrollo del Norte, John Munro, y el ministro danés de Groenlandia, Tom Høyem, acordaron que era de interés común a ambos países evitar actos que pudieran perjudicar futuras negociaciones. Sin embargo, Dome Petroleum continuó haciendo investigaciones en la isla.
En 1984 el ministro danés Høyem viajó en helicóptero desde Groenlandia y plantó la bandera de su país en la isla, dejando el mensaje «Velkommen til den danske ø» (bienvenido a la isla danesa).
En 1988 el patrullero ártico danés HDMS Tulugaq (Y388) arribó a la isla y construyó un cairn sobre el que localizó una bandera danesa. En 1995 otra bandera danesa fue colocada en ella.

### Desde 2004

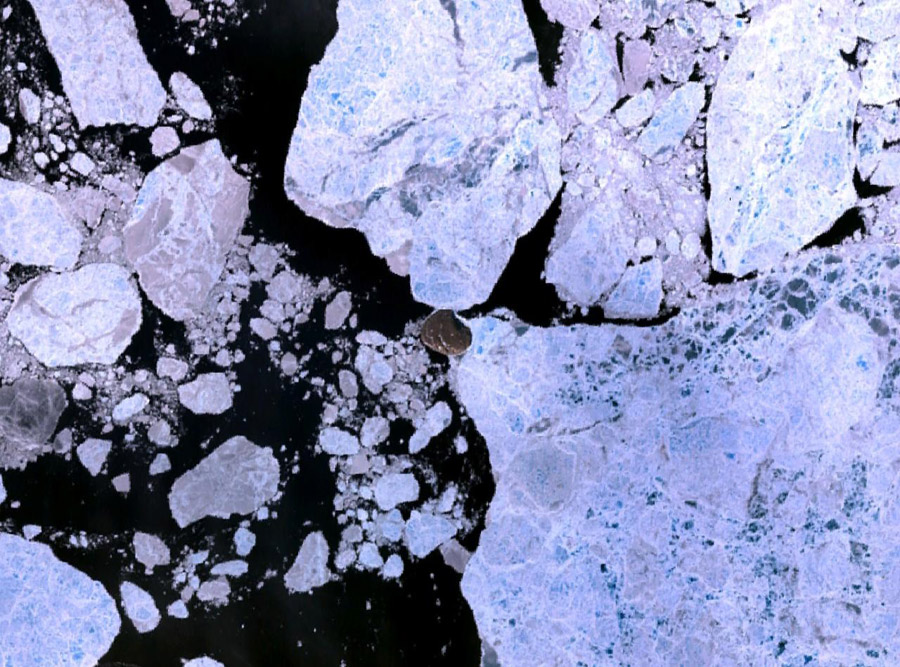
La isla Hans. Imagen del satélite Landsat 7 de la NASA.

El 25 de marzo de 2004 el diario canadiense National Post escribió un artículo diciendo que el gobierno danés había enviado barcos a la isla, artículo que fue recogido por otros medios canadienses y del mundo. Otro artículo del mismo diario del 30 de marzo de 2004 denunció preparativos militares daneses y la ocupación de la isla por pescadores de ese país, pero al día siguiente los gobiernos danés y canadiense lo negaron. Un nuevo recalentamiento mediático de la disputa se produjo cuando seiscientos militares canadienses realizaron entre el 9 y el 30 de agosto de 2004 los ejercicios militares denominados «Narwhal 04» en la isla de Baffin, 2000 km al sur de la isla Hans, que fueron visto como respuesta a los desembarcos daneses en Hans. Los militares canadienses negaron que los ejercicios pudieran tener relación con la disputa. 
El 20 de julio de 2005 el ministro canadiense de Defensa, Bill Graham, visitó la isla, por lo que el ministro de Relaciones exteriores danés, Peter Taksø-Jensen, dijo en una entrevista a Reuters el 25 de julio de 2005:

We consider Hans Island to be part of Danish territory and will therefore hand over a complaint about the Canadian minister's unannounced visit.
Peter Taksø-Jensen, Danish Foreign Office

Esa fue la primera vez que el gobierno danés expresó oficialmente que considera a toda la isla como parte de su territorio y no como una isla en disputa, expresando también que planeaba retornar a la isla en un futuro cercano para restablecer allí su bandera.
El 17 de marzo de 2007 científicos de la Universidad de Toronto y de la Universidad Técnica de Dinamarca anunciaron planes de instalar una estación meteorológica automática en la isla en el verano de 2007.
En julio de 2007 la prensa canadiense publicó que debido a imágenes satelitales actualizadas las autoridades canadienses estaban en conocimiento que la isla no se hallaba completamente de su lado como lo creían hasta entonces, sino que el límite internacional debería correr por el medio de ella.
El 4 de marzo de 2008 un grupo de científicos de Australia, Canadá, Dinamarca y el Reino Unido instalaron una estación meteorológica automática en Hans.